# Cotoneaster acutifolius
Cotoneaster acutifolius är en rosväxtart som beskrevs av Porphir Kiril Nicolai Stepanowitsch Turczaninow. Cotoneaster acutifolius ingår i släktet oxbär, och familjen rosväxter.

## Underarter
Arten delas in i följande underarter:
- C. a. glabricalyx
- C. a. lucidus
- C. a. villosulus

## Bildgalleri

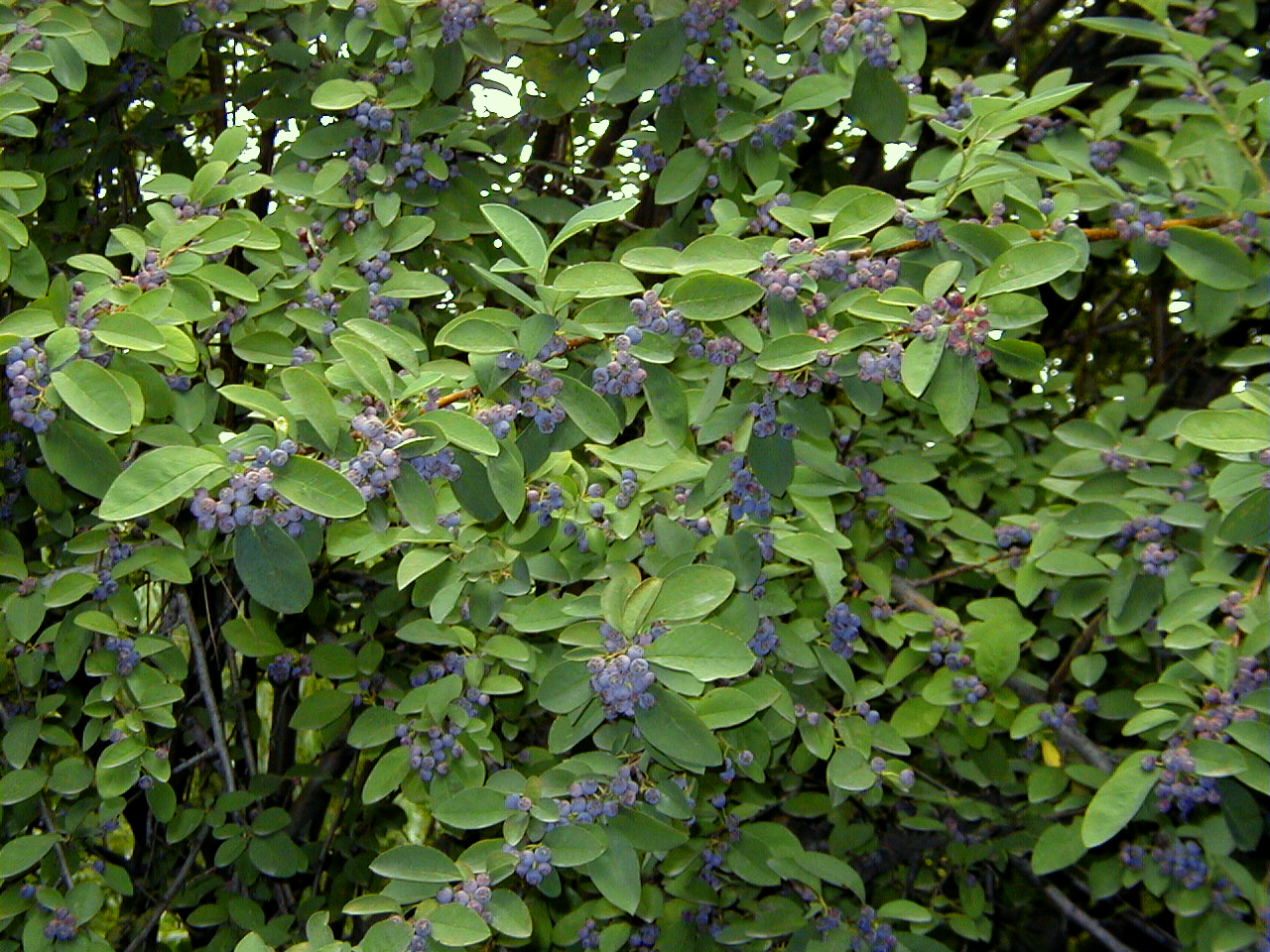